# Артин, Якуб
Якуб Артин (араб. يعقوب آرتين‎, англ. Yacoub Artin; 15 апреля 1842 — 21 января 1919) —  египетский востоковед, педагог, литератор, заместитель министра образования Египта (1884-1919), пионер в области образования в Египте. Один из самых выдающихся учёных Египта последней четверти XIX века.
Благодаря его реформам впервые в истории Египта у девочек появилась возможность получать образование.
Родился 15 апреля 1842 года в армянской семье. Его отец Эртин-бей Ташракян занимал должность министра иностранных дел в правительстве Мухаммеда Али-паши.